# اس‌اس البه (۱۹۲۱)
اس‌اس البه (۱۹۲۱) (به انگلیسی: SS Elbe (1921)) یک کشتی بود که طول آن ۲۵۰ فوت ۰ اینچ (۷۶٫۲۰ متر) بود. این کشتی در سال ۱۹۲۱ ساخته شد.